# Gevalsstudie
Een gevalsstudie of gevalstudie (soms ook casestudy naar het Engelse case study) kan als onderwijzende methode en als onderzoeksmethode gebruikt worden.
Als onderwijsmethode wordt bij een gevalsstudie aan de studenten een casus voorgelegd die een (meestal fictieve of historische) probleemsituatie uitbeeldt. De opgave is dan een oplossing voor het probleem uit te werken. Als onderzoeksmethode is een gevalsstudie een vorm van empirisch onderzoek, waarbij een onderzoeksonderwerp wordt bestudeerd in de natuurlijke omgeving. Deze methode wordt bijvoorbeeld in de sociale of medische wetenschappen aangewend.

## Handelings-enbesluitvormingstheorie
Om jeugd- en volwassenonderwijs te verrijken worden regelmatig gevalsstudies ingezet, bijvoorbeeld bij Harvard Business School. De oplossing voor het probleem wordt hierbij in de regel opengelaten; de studenten moeten zelf een aannemelijke uitkomst bereiken. Er worden rollen toegekend aan de deelnemers, die gegeven de hun toegewezen capaciteiten en handelingsvrijheid een oplossing dienen te vinden voor een probleemsituatie.
Ook zijn er gevalsstudies waarvan de oplossing wordt bijgeleverd, waarbij de studenten daarover in discussie gaan en worden aangemoedigd alternatieven te zoeken.

## Sociale wetenschappen
In de sociale wetenschappen dienen gevalsstudies voor het onderzoeken van individuen of groepen. Via een gevalsstudie tracht de onderzoeker op verkennende en beschrijvende wijze verklaringen te vinden voor het onderzoeksonderwerp.
Door de methode van thick description wordt gestreefd naar een holistisch begrip van het onderzoeksonderwerp, met het betrekken van zoveel mogelijk relevante variabelen. Gevalsstudies worden in toenemende mate in verbinding gebracht met de methoden van etnografie, veldwerk en participerende observatie.
Volgens Ridder kan de gevalsstudie op vier verschillende manieren als onderzoeksopzet worden ingezet:
- Het eerste type, dat door Eisenhardt wordt voorgestaan, betreft een gevalsstudie waarbij aanvankelijk geen theorie als veronderstelling wordt gehanteerd. Hierdoor wordt de uitvoering van de gevalsstudie niet belast en beïnvloed door voorafgaande kennis
- De tweede onderzoeksopzet van gevalsstudies wordt bepleit door Robert K. Yin. Hierbij wordt de gevalsstudie ingezet om omissies in bestaande theorieën aan te vullen teneinde theoretische verklaringen te verbeteren
- Een derde type, waarvan onder andere Stake voorstander is, is gebaseerd op constructivistische aannames en beoogt de sociale constructie van de werkelijkheid te bestuderen
- De vierde onderzoeksopzet, onder meer bepleit door Burawoy, is gericht op het identificeren van anomalieën.

Deze vier onderzoeksopzetten verschillen qua methodologisch verloop aanzienlijk van elkaar. De eerste twee typen worden onder het positivisme geschaard. Aannamen over ontologie en kennistheorie zijn bepalend voor de keuze voor een van de vier onderzoeksopzetten.

## Gevalsstudies in werving en selectie
Een gevalsstudie kan deel uitmaken van een werving en selectie-procedure, bijvoorbeeld tijdens een assessment. Daarbij krijgt de sollicitant een of meerdere vak- of beroepsgerelateerde casussen voorgelegd waarvoor binnen een bepaalde tijdspanne een oplossing dient te worden gevonden. Er kan een onderscheid worden gemaakt tussen kortdurende en langdurige gevalsstudies. Bij een korte casus ontvangt de sollicitant meerdere korte probleemstellingen die achtereen moeten worden opgelost. Bij een langdurige casus krijgt de kandidaat een grotere hoeveelheid informatie over een complex probleem waarvoor een oplossing vereist is. Met deze methode poogt men de sollicitant te testen op stressbestendigheid, probleemoplossend vermogen en de toepassing van vakinhoudelijke kennis in praktijksituaties.